# ベイビーズ・イン・ブラック
「ベイビーズ・イン・ブラック」（Baby's in Black）は、ビートルズの楽曲である。1964年に発売されたイギリス盤公式オリジナル・アルバム『ビートルズ・フォー・セール』や、同年にアメリカで発売されたキャピトル編集盤『Beatles '65』に収録された。ジョン・レノンとポール・マッカートニーの共作（クレジットはレノン＝マッカートニー名義）で、リード・ボーカルもレノンとマッカートニーの2人で務めている。
オランダでは、1965年に「エイト・デイズ・ア・ウィーク」との両A面シングルとしても発売されており、同国でのシングル・チャートで第1位を獲得している。

## 曲の構成
「ベイビーズ・イン・ブラック」は、6/8拍子で演奏され、ジョージ・ハリスンによるカントリー調の低音のギターリフから始まる。『オールミュージック』のリッチー・アンターバーガーは、本作について「おそらく従来のビートルズの楽曲よりも悲観的で、悲しみに暮れる少女への愛の哀歌」と評している。本作の歌詞は、音楽評論家やジャーナリストによって、ハンブルク時代からの友人で、ビートルズの元メンバーのスチュアート・サトクリフ（1962年に死去）の婚約者であったアストリッド・キルヒャーと関連づけられている。
マッカートニーは、本作について「僕とジョンは少し影のある、ブルージーな曲を書きたいと思っていた。この曲は完全に共作で、一緒に歌った。僕のハーモニーがジョンの歌う主旋律よりも前に出てしまうこともあった。「どっちが主旋律なのか？」と聞かれることもある。別にどちらが主旋律でもいいだろう。とにかく僕らのお気に入りの曲だった」と振り返っている。なお、レノンも1980年の『プレイボーイ』誌のインタビューで、共作であることを認めている。

## レコーディング
「ベイビーズ・イン・ブラック」は、『ビートルズ・フォー・セール』のためのセッションで最初にレコーディングされた楽曲で、レコーディングは1964年8月11日にEMIレコーディング・スタジオのスタジオ2で行なわれた。テイク数は14で、レノンとマッカートニーのボーカルは、「恋におちたら」と同じく1本のマイクで録音された。
10月26日に最終ミックスが作成され、11月4日にステレオ・ミックスが作成された。

## ライブでの演奏
「ベイビーズ・イン・ブラック」は、ビートルズのライブにおける定番曲の1つで、1966年8月29日サンフランシスコで行なわれた最後のコンサートまで演奏されていた。ライブにおいて、マッカートニーは「「そろそろちょっと違ったやつを」と言って（曲名を告げずに）……いつもこれ（ベイビーズ・イン・ブラック）をもってきた。腹の中で、「何を演るのか全然わかんないだろうな。クールじゃないか」って言ってたね」という曲紹介を行なっていた。
1996年に発売されたシングル『リアル・ラヴ』のB面に、1965年のハリウッド・ボウル公演でのライブ音源が収録され、このライブ音源は2016年に発売された『ライヴ・アット・ザ・ハリウッド・ボウル』にも収録された。

## クレジット
※出典
- ジョン・レノン - ボーカル、アコースティック・ギター（リズムギター）
- ポール・マッカートニー - ボーカル、ベースギター
- ジョージ・ハリスン - リードギター
- リンゴ・スター - ドラム

## カバー・バージョン
- チャールズ・リヴァー・ヴァレー・ボーイズ（英語版） - 1966年に発売されたアルバム『Beatle Country』に収録[15]。
- フリンヴィル・トレイン（英語版） - 2007年に発売されたアルバム『Flynnville Train』に収録[16]。